# Equisetum laevigatum
Equisetum laevigatum là một loài dương xỉ trong họ Equisetaceae. Loài này được A. Braun mô tả khoa học đầu tiên năm 1844.

## Hình ảnh

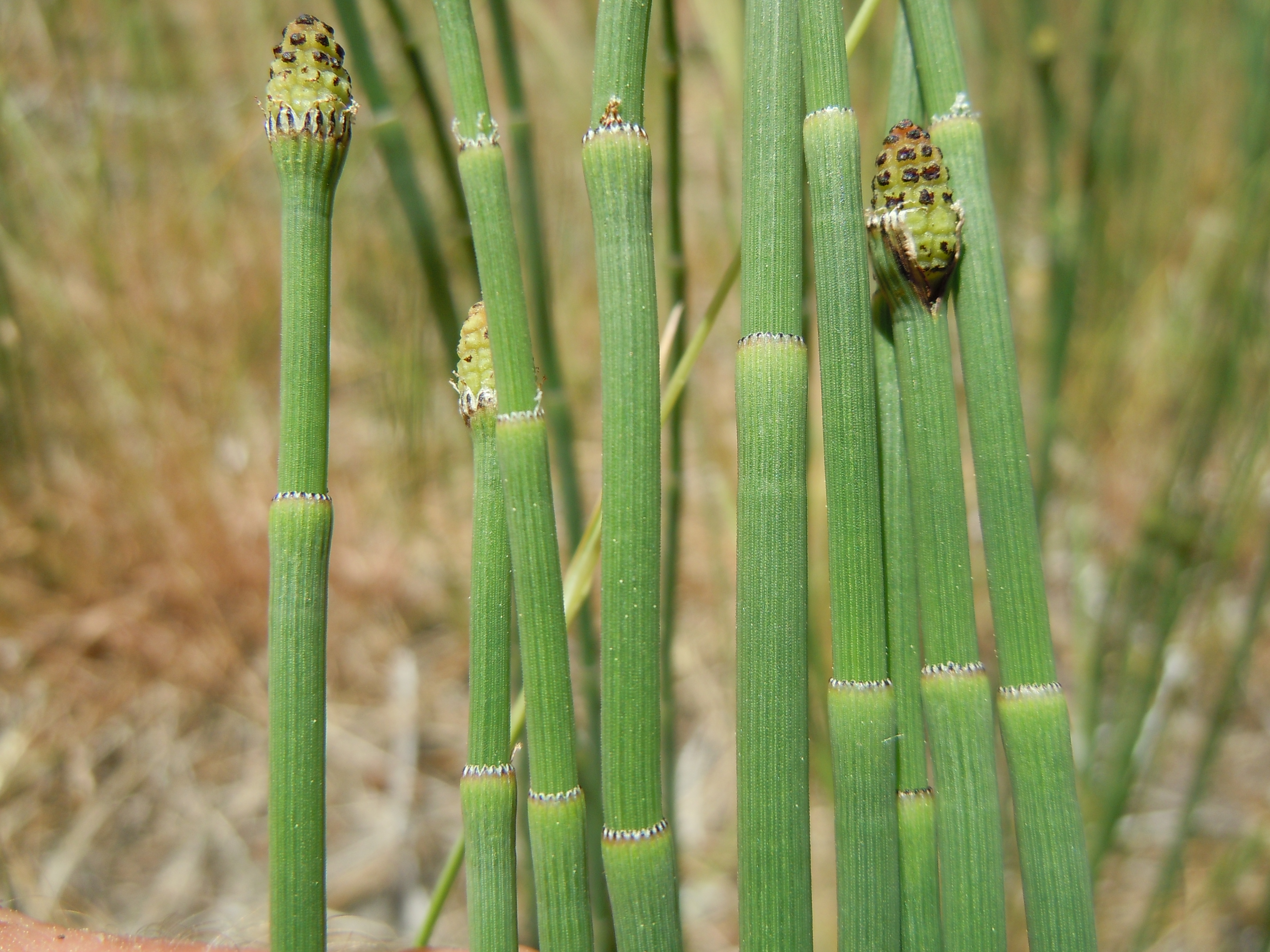
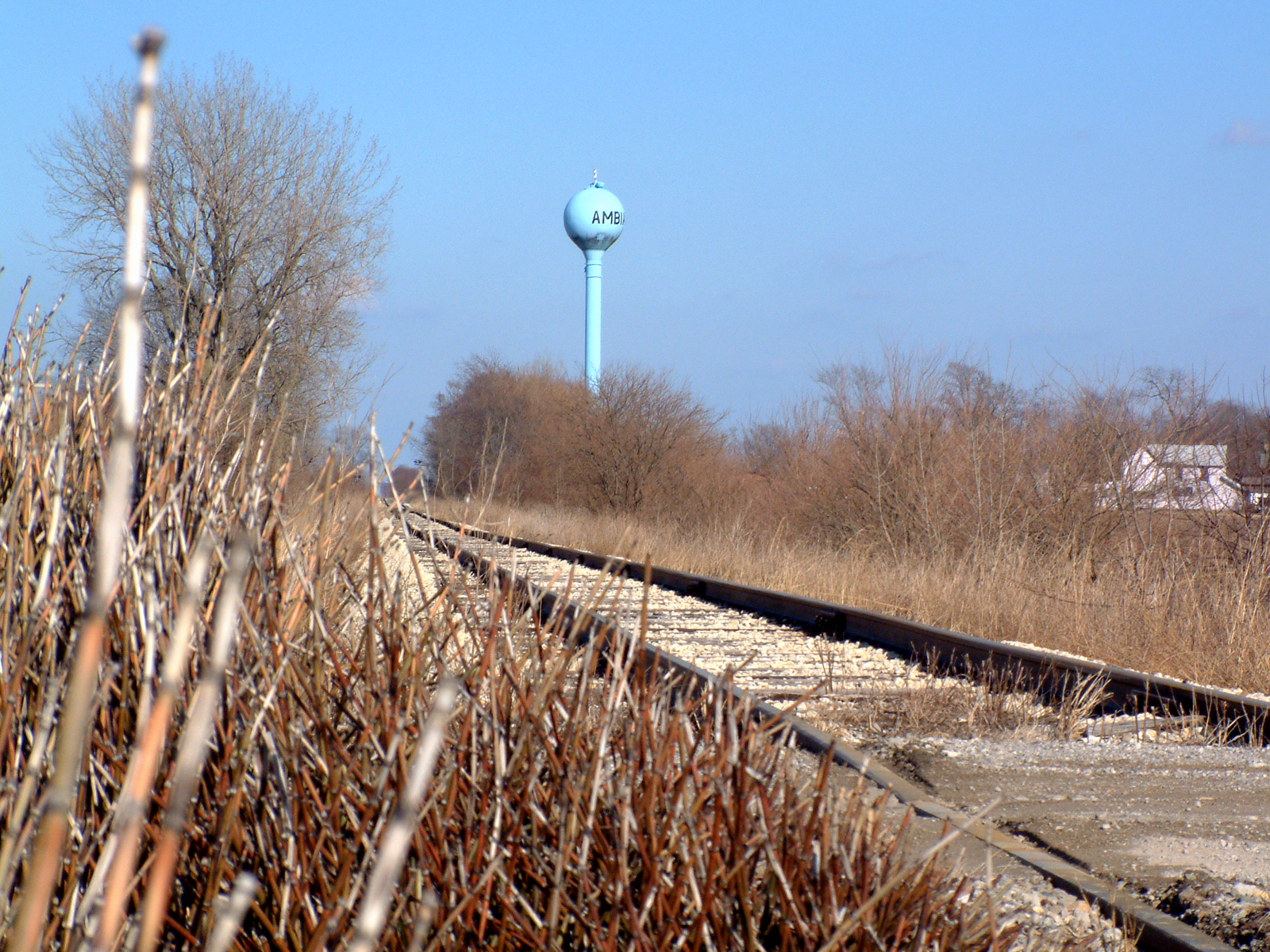
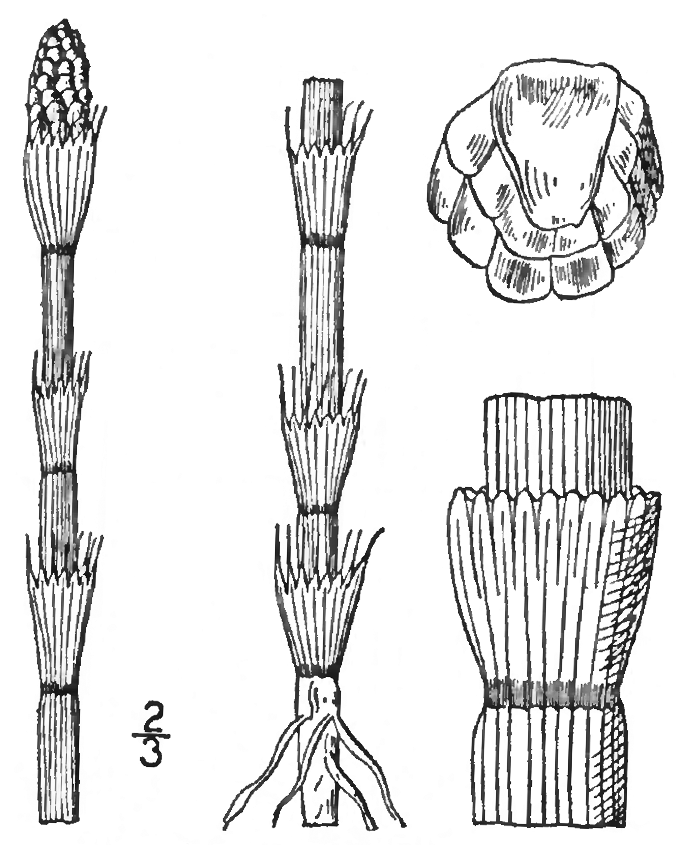
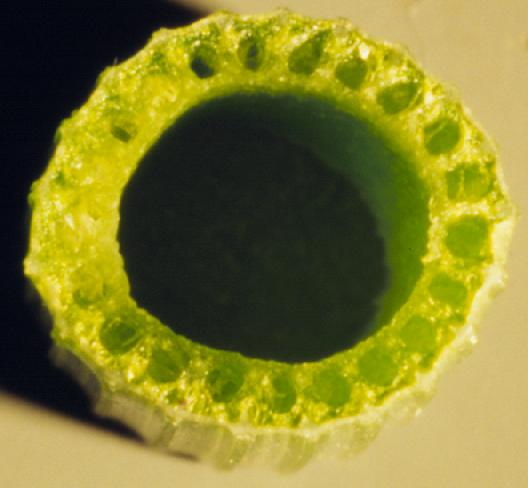